# Vibrissea dura
Vibrissea dura är en svampart som beskrevs av G.W. Beaton & Weste 1976. Vibrissea dura ingår i släktet Vibrissea och familjen Vibrisseaceae.   Inga underarter finns listade i Catalogue of Life.